# درون (فیلم ۲۰۱۰)
«درون» (انگلیسی: On the Inside) یک فیلم مهیج آمریکایی و محصول سال ۲۰۱۱ میلادی است. تمام فیلم در شهر پیتسبرگ، پنسیلوانیا فیلمبرداری شده‌است.

## موضوع فیلم
مرد جوانی که مشکلات بسیاری دارد در بیمارستان روانی کار می‌کند که از قضا این بیمارستان پر از جرم و جنایت است و...

## بازیگران
- نیک استال
- دش میهوک
- اولیویا وایلد
- هیلی وب
- پروییت تیلور وینس
- شهره آغداشلو